# Субституция (биология)
Субститу́ция (от позднелат. substitutio, от лат. substitutuo — «ставлю, назначаю вместо») — замещение в процессе эволюции одного органа другим, который занимает собой подобное положение в организме и выполняет биологически равноценную функцию. В этом случае происходит редукция органа, замещение, и прогрессивное развитие нового органа.
Термин введен был Н. Клейнербергом в 1886 году. Например, у хордовых осевой скелет — хорда — замещается сначала хрящевым, затем костным позвоночником. У кактусов листья (фотосинтезирующие органы) замещены стеблями.